# Denis Galimzyanov
Denis Ramilievitch Galimzianov - en russe : Денис Рамильевич Галимзянов - transcription usuelle en anglais : Denis Galimzyanov, forme la plus souvent utilisée, (né le 7 mars 1987 à Sverdlovsk) est un coureur cycliste russe, membre de l'équipe russe Katusha de 2009 à 2012.

## Biographie
En 2006, Denis Galimzyanov est membre de l'équipe continentale russe Premier. Il gagne cette année-là une étape du Way to Pekin et du Tour de Bulgarie. En 2007, il est vainqueur d'étape du Grand Prix de Sotchi, des Cinq anneaux de Moscou, du Tour de Berlin, et remporte la Mayor Cup. En fin d'année, il remporte le prologue et la 3e étape du Tour de Hainan, en Chine, et en est leader du classement général pendant les cinq premiers jours de course. 
En 2008, il rejoint l'équipe continentale Katyusha. Avec cette équipe, il gagne une étape du Tour de Normandie, du Bałtyk-Karkonosze Tour, du Grand Prix de Sotchi, et le classement général et quatre des six étapes des Cinq anneaux de Moscou. Avec l'équipe de Russie des moins de 23 ans, il dispute le Tour des Flandres espoirs, qu'il termine à la 18e place.
En 2009, il est recruté par la nouvelle équipe ProTour russe Team Katusha. Ses meilleurs résultats durant cette saison sont un cinquième place lors de la Nokere Koerse disputée au sprint, une 14e place finale au Tour du Qatar et une deuxième place d'étape au Tour de la province de Grosseto où il est uniquement battu par le sprinter italien Daniele Bennati. En 2010, il est 17 fois classé parmi les dix premiers. Sa seule victoire est un contre-la-montre par équipes, au Tour de Burgos. Il se classe 2e du Grand Prix d'Isbergues et d'étapes du Tour de Burgos et du Ster Elektrotoer, 4e du Grand Prix de Denain. Il participe à son premier grand tour, le Tour d'Espagne. Il abandonne après la 13e étape, en ayant obtenue cinq places parmi les dix premiers.
En 2011, Denis Galimzyanov bénéficie des conseils de Mario Cipollini, sprinter vedette des années 1990 et 2000, champion du monde en 2002 et détenteur du record de victoires d'étapes sur le Tour d'Italie, et engagé pour aider les jeunes sprinters des équipes Katusha à progresser. Deux coureurs intègrent l'équipe et sont appelés à lancer ses sprints : Alexander Porsev et Vladimir Isaichev. Après plusieurs podiums lors d'étapes du Tour du Qatar, du Tour d'Oman et de Paris-Nice, Denis Galimzyanov obtient sa première victoire avec Katusha, en gagnant au sprint la 2e étape des Trois Jours de La Panne, devant John Degenkolb et Peter Sagan. Il se classe ensuite deuxième du Grand Prix de l'Escaut, où il est devancé par Mark Cavendish, et décroche en mai une deuxième victoire, une étape du Tour de Luxembourg. En juillet, il participe à son premier Tour de France. Il se classe 4e de la 11e étape et 6e de la 7e étape. Mis hors-délais à l'issue de la première étape de haute-montagne, il ne termine pas ce Tour. L'équipe Katusha prolonge son contrat jusqu'en 2013.
Le 16 avril 2012, l'UCI annonce dans un communiqué de presse son contrôle positif à l'EPO à la suite d'un test réalisé hors-compétition le 22 mars 2012. Le 17 avril 2012, le coureur avoue avoir pris des substances interdites mais nie l'implication de son équipe dans cette affaire . Peu de temps auparavant, il avait remporté la première étape du Circuit de la Sarthe. Le coureur est suspendu de la date de ce contrôle positif au 12 avril 2014.

## Palmarès et classements mondiaux

### Palmarès
- 2006
  - 8e étape de Way to Pekin

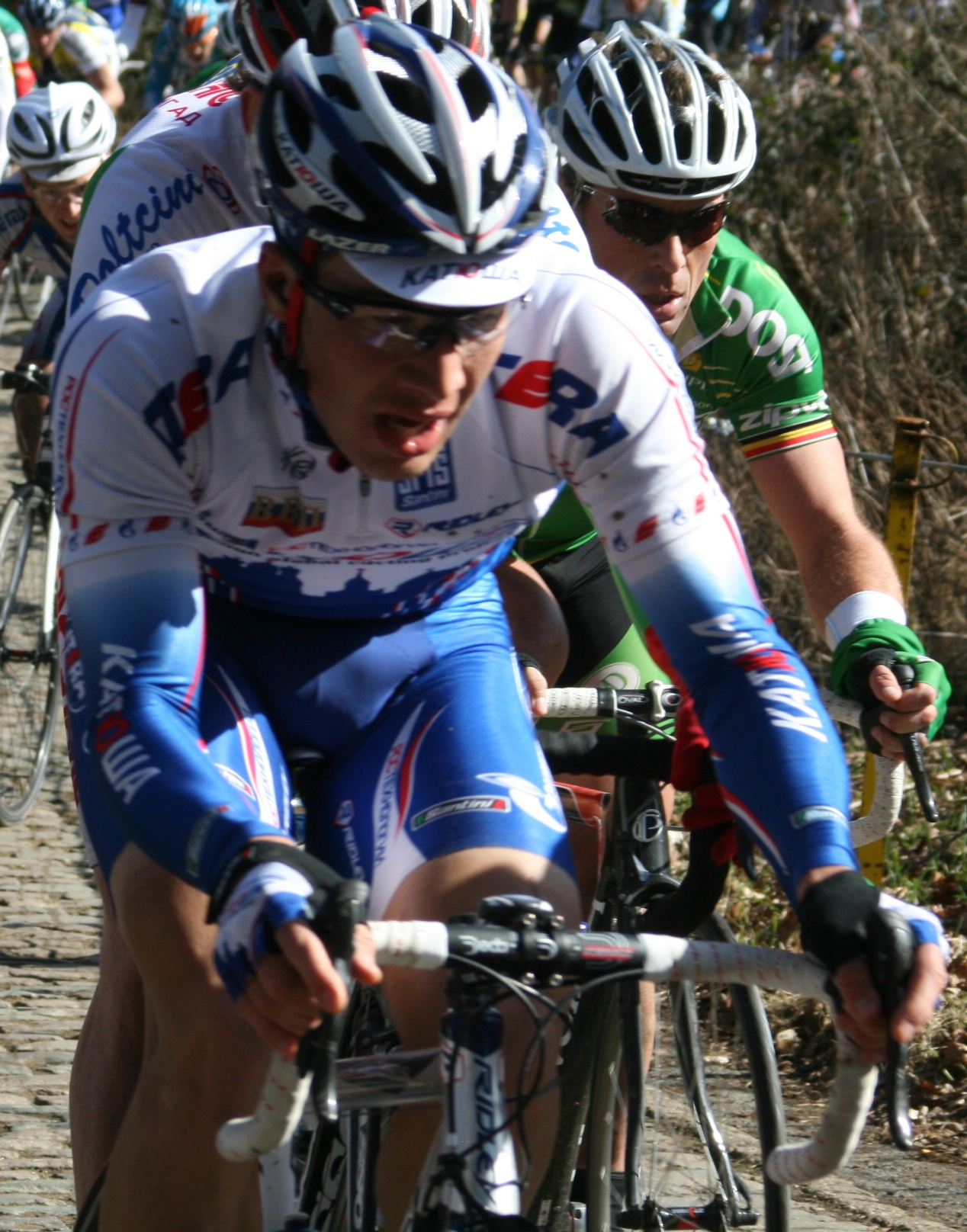
Denis Galimzyanov lors des Trois Jours de Flandre-Occidentale 2009

  - 4eb étape du Tour de Bulgarie
- 2007
  - 1re étape du Grand Prix de Sotchi
  - Mayor Cup
  - 5e étape de Cinq anneaux de Moscou
  - 5e étape du Tour de Berlin
  - Prologue et 3e étape du Tour de Hainan
- 2008
  - 5e étape du Tour de Normandie
  - Cinq anneaux de Moscou
    - Classement général
    - 1reb, 2e, 3e et 5e étapes

  - 3e étape de Bałtyk-Karkonosze Tour
  - 1re étape du Grand Prix de Sotchi
- 2010
  - 3e étape du Tour de Burgos (contre-la-montre par équipes)
  - 2e du Grand Prix d'Isbergues
- 2011
  - 2e étape des Trois Jours de La Panne
  - 1re étape du Tour de Luxembourg
  - Paris-Bruxelles
  - 5e étape du Tour de Pékin
  - 2e du Grand Prix de l'Escaut
  - 3e du Mémorial Rik Van Steenbergen

### Résultats sur les grands tours

#### Tour de France
1 participation
- 2011 : hors délais (12e étape)

#### Tour d'Espagne
1 participation
- 2010 : non-partant (14e étape)

### Classements mondiaux
| Année                  | 2006 | 2007 | 2008 | 2009 | 2010 | 2011 | 2012 |
| ---------------------- | ---- | ---- | ---- | ---- | ---- | ---- | ---- |
| Calendrier mondial UCI |      |      |      | nc   | 246e |      |      |
| UCI World Tour         |      |      |      |      |      | 121e | nc   |
| UCI Africa Tour        |      |      | 13e  |      |      |      |      |
| UCI Europe Tour        | 637e | 239e | 145e |      |      |      |      |